# Richard Garwin
Richard Lawrence Garwin (Cleveland, 19 de abril de 1928 – Scarsdale, 13 de maio de 2025) foi um físico estadunidense. Foi um dos que assinaram uma petição para o presidente Barack Obama em 2015 para que o Governo Federal dos Estados Unidos fizesse um pacto de desarmamento nuclear e de não-agressão. Foi um IBM Fellow.

## Carreira
Após se formar na Universidade de Chicago, Garwin ingressou no corpo docente de física da universidade e passou os verões como consultor do Laboratório Nacional de Los Alamos, trabalhando em armas nucleares. Garwin foi o autor do projeto real usado na primeira bomba de hidrogênio (codinome Mike) em 1952. Ele foi designado para o trabalho por Edward Teller, com as instruções de que deveria fazer um projeto o mais conservador possível para provar que o conceito era viável. Ele também trabalhou no desenvolvimento dos primeiros satélites espiões, pelos quais foi nomeado um dos dez fundadores do reconhecimento nacional. Enquanto estava na IBM, seu trabalho em ressonância magnética de eco de spin estabeleceu as bases para a ressonância magnética; ele foi o catalisador para a descoberta e publicação do algoritmo FFT de Cooley–Tukey, hoje um elemento básico do processamento digital de sinais; trabalhou em ondas gravitacionais; e desempenhou um papel crucial no desenvolvimento de impressoras a laser e monitores touchscreen. Ele recebeu 47 patentes e publicou mais de 500 artigos.
Em dezembro de 1952, ingressou no laboratório Watson da IBM, onde trabalhou continuamente até sua aposentadoria em 1993. Ele foi até sua morte IBM Fellow Emérito no Thomas J. Watson Research Center em Yorktown Heights, Nova York. Durante sua carreira, Garwin dividiu seu tempo entre pesquisa aplicada, ciência básica e consultoria ao governo americano em questões de segurança nacional. Paralelamente à sua nomeação na IBM, em diferentes períodos ocupou uma cátedra adjunta em física na Universidade Columbia; uma nomeação como professor geral Andrew D. White na Universidade Cornell; e uma cátedra em políticas públicas e em física na Universidade Harvard. Ele também foi Philip D. Reed Senior Fellow no Council on Foreign Relations em Nova York, NY.
Garwin serviu no Comitê Consultivo de Ciências do Presidente americano de 1962–65 e 1969–72, sob os presidentes Kennedy, Johnson e Nixon. Ele foi membro do JASON Defense Advisory Group a partir de 1966. Como membro da Divisão Jason do Institute for Defense Analyses de cientistas universitários americanos, no sábado, 3 de fevereiro de 1968, Garwin "viajou para o Vietnã" com Henry Way Kendall e vários outros cientistas "para verificar a operação da barreira eletrônica" que ele e outros cientistas Jason desenvolveram para o Pentágono utilizar na Indochina, de acordo com The Jasons de Ann Finkbeiner. E, na década de 1960, "o cientista Jason Richard Garwin, um físico nuclear que, anos antes, ajudou a projetar a bomba de hidrogênio Castle Bravo, realizou um seminário sobre a bomba de fragmentação SADEYE e outras munições que seriam mais eficazes quando acompanhassem os sensores" da barreira eletrônica no Vietnã, de acordo com a página 205 do livro de Annie Jacobsen, "The Pentagon's Brain: An Uncensored History of DARPA, America's Top Secret Military Research Agency", que a Little Brown & Company, NY publicou em 2015. Durante as décadas de 1980 e 1990, defendeu conceitos de mísseis antibalísticos como a defesa de cama de pregos, um plano que nunca foi implementado.
De 1993 a agosto de 2001, presidiu o Arms Control and Nonproliferation Advisory Board do Departamento de Estado americano. De 1966 a 1969, serviu no Defense Science Board. Também serviu na Commission to Assess the Ballistic Missile Threat to the United States em 1998. Ele foi até sua morte membro do Comitê de Segurança Internacional e Controle de Armamentos das Academias Nacionais e serviu em outros 27 comitês das Academias Nacionais.

Em 2017, o jornalista científico Joel N. Shurkin publicou uma biografia de Garwin, True Genius: The Life and Work of Richard Garwin, na qual Shurkin escreve sobre "o cientista mais influente que você nunca ouviu falar".